# Gerrit Jacob de Vries
Gerrit Jacob de Vries (* 28. November 1905 in Haastrecht; † 7. Oktober 1990 in Baarn) war ein niederländischer Klassischer Philologe (Gräzist).
De Vries war Sohn des reformierten Pastors Simon de Vries (1877–1952) und seiner Frau Jansje Kraaij. Er besuchte Gymnasien in Arnheim und Zwolle. Unter dem Einfluss seines Lehrers für Alte Sprachen, Pieter-Jan Enk, begann er zunächst an der Vrije Universiteit Amsterdam, Alte Sprachen zu studieren, wo R. H. Woltjer und Hendrik Josephus Pos seine Lehrer wurden. Nach seinem kandidaatsexamen setzte er diese Studien an der Universität Utrecht bei Carl Wilhelm Vollgraff fort. Er beendete sein Studium 1928 und wurde schon 1929 an der Vrije Universiteit Amsterdam bei Pos mit einer Dissertation Bijdrage tot de psychologie van Tertullianus promoviert. Er war ein Jahr lang Lehrer am Gereformeerd Gymnasium in Amsterdam und dann von 1928 bis 1955 am Christelijk Lyceum in Zeist. 1946 heiratete er Woutrina Adriana van Haaften. De Vries war seit 1946 aktives Mitglied der Hervormde Kerk. 1955 wurde er zum außerordentlichen Professor für Gräzistik ernannt und noch im selben Jahr zum Ordinarius, nachdem R. H. Woltjer durch einen Unfall ums Leben gekommen war. 1971 wurde er emeritiert. Sein Nachfolger war Dirk Marie Schenkeveld.
Seit 1970 war er Mitglied der Königlich Niederländischen Akademie der Wissenschaften (KNAW).
De Vries arbeitete vor allem zur griechischen Literaturtheorie und Stilistik, besonders zu Pseudo-Longinus’ Schrift Über das Erhabene. Mit Platon beschäftigte er sich so intensiv, dass er sich herausgefordert sah, eine Erwiderung auf Karl Poppers Angriff auf den Philosophen zu verfassen. Sein Hauptwerk ist der Kommentar zum Phaidros.

## Schriften (Auswahl)
- Spel bij Plato. 1949
- Antisthenes redivivus. Popper’s Attack on Plato. 1951
- Inleiding tot het denken van Plato. 1952
- A Commentary on the Phaedrus of Plato. 1969
- De zang der Sirenen. 1969, 2. Auflage 1986 (Aufsatzsammlung, enthält ein Schriftenverzeichnis)